# Cecilia van Baden

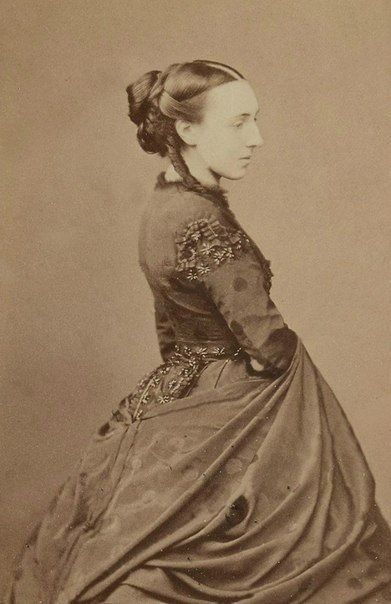
Cecilia van Baden

Cecilia Olga van Baden (Karlsruhe, 20 september 1839 — Charkov, 12 april 1891), na haar huwelijk Olga Fjodorovna Romanov (Russisch: Ольга Фёдоровна Романова), prinses van Baden, grootvorstin van Rusland, was de dochter van groothertog Leopold van Baden en Sophie Wilhelmina van Zweden en dus een zus van de groothertogen Lodewijk II van Baden en Frederik I van Baden.

## Huwelijk en gezin
Ze trouwde op 28 augustus 1857 te Sint-Petersburg met Michaël Nikolajevitsj van Rusland, zoon van tsaar Nicolaas I. Uit dit huwelijk werden zeven kinderen geboren:
- Nicolaas (26 april 1859 – 30 januari 1919), werd door de bolsjewieken vermoord
- Anastasia (28 juli 1860 – 11 maart 1922), trouwde met groothertog Frederik Frans III van Mecklenburg-Schwerin
- Michaël (16 oktober 1861 – 26 april 1929), grootvorst, trouwde met Sophie van Merenberg (een kleindochter in mannelijke lijn van Willem van Nassau)
- George (23 oktober 1863 – 30 januari 1919), trouwde met prinses Maria van Griekenland en Denemarken (een dochter van George I van Griekenland), werd door de bolsjewieken vermoord
- Alexander (13 april 1866 – 26 februari 1933), trouwde met Xenia Aleksandrovna van Rusland (een dochter van tsaar Alexander III)
- Sergej  (7 oktober 1869 – 17/18 juli 1918), werd door de bolsjewieken vermoord
- Aleksej (28 december 1875 - 2 maart 1895)

Cecilia stierf op 12 april 1891 op 51-jarige leeftijd te Charkov, thans Oekraïne.